# ستراهیل وویوودا
ستراهیل وویوودا (به بلغاری: Strahil voyvoda) یک منطقهٔ مسکونی در بلغارستان است که در شهرستان کاردژالی واقع شده‌است.